# SPHL
Die SPHL (bis August 2023 Southern Professional Hockey League) ist eine Eishockey-Minor-League im Süden der USA. Sie existiert seit Beginn der Saison 2004/05, als einige Teams der World Hockey Association 2 (WHA2) und der South East Hockey League (SEHL) sie gründeten.

## Geschichte
Die South East Hockey League gab den Spielbetrieb auf, da Knoxville und Cape Fear (vor 2004/05 nach Fayetteville umgezogen) in die WHA2 wechselten und die Huntsville Channel Cats wie Winston-Salem sich abmeldeten. Aus der WHA2 verblieben hingegen auch nur die Jacksonville Barracudas, die Orlando Seals und die Macon Trax.
Nachdem der Umzug der Columbus Cottonmouths (sollten in der ECHL als Gulf Coast Swords antreten) durch Verzögerungen am Arenabau scheiterte, schlossen sie sich ebenfalls der dann schon umbenannten SPHL an. Ein weiterer Seiteneinsteiger waren die Asheville Aces, die als sechstes Team der WHA2 beitraten und somit der Hauptgrund für die große Expansion der WHA2 waren, worauf sie dann ihren Namen in Southern Professional Hockey League änderte. Auch Huntsville und Winston-Salem gründeten mit den Havoc und den Polar Twins neue Teams, was die Liga auf neun anwachsen ließ.
2009 erlebte die SPHL mit der Aufnahme der Mississippi Surge, der Louisiana IceGators und der Pensacola Ice Flyers, drei Teams der ECHL, die in dieser Spielklasse entweder die Meisterschaft oder den Titel als bestes Team der Regular Season gewonnen hatten, eine weitere Expansion.
Zur Saison 2010/11 wurden die Augusta RiverHawks aus Augusta, Georgia, neu in die Liga aufgenommen. Eine Spielzeit später folgte die Aufnahme der Mississippi RiverKings aus der Central Hockey League. Zur Saison 2013/14 wurde die Liga um die Teams Bloomington Blaze und Peoria Rivermen erweitert, während die Augusta RiverHawks als inaktiv gemeldet wurden.

## Teams der SPHL 2023/24
| Team                    | Arena                      | Kapazität | Heimatort                    | Beitritt |
| ----------------------- | -------------------------- | --------- | ---------------------------- | -------- |
| Birmingham Bulls        | Pelham Civic Center        | 4.100     | Pelham, Alabama              | 2017     |
| Evansville Thunderbolts | Ford Center                | 9.000     | Evansville, Indiana          | 2016     |
| Fayetteville Marksmen   | Crown Complex              | 9.500     | Fayetteville, North Carolina | 2004     |
| Huntsville Havoc        | Von Braun Center           | 6.200     | Huntsville, Alabama          | 2004     |
| Knoxville Ice Bears     | James White Civic Coliseum | 4.973     | Knoxville, Tennessee         | 2004     |
| Macon Mayhem            | Macon Coliseum             | 6.550     | Macon, Georgia               | 2015     |
| Pensacola Ice Flyers    | Pensacola Civic Center     | 8.150     | Pensacola, Florida           | 2009     |
| Peoria Rivermen         | Carver Arena               | 10.129    | Peoria, Illinois             | 2013     |
| Quad City Storm         | Vibrant Arena              | 9.200     | Moline, Illinois             | 2018     |
| Roanoke Rail Yard Dawgs | Berglund Center            | 8.672     | Roanoke, Virginia            | 2016     |

## Ehemalige Teams
- Asheville Aces (2004–2005)
- Augusta RiverHawks (2010–2013, wurden die Macon Mayhem)
- Bloomington Blaze (2011–2013, wurden die Bloomington Thunder)
- Bloomington Thunder (2013–2014)
- Columbus Cottonmouths (2004–2017)
- Florida Seals (2005–2007)
- Jacksonville Barracudas (2004–2008)
- Louisiana IceGators (2009–2016, wurden die Quad City Storm)
- Macon Trax (2004–2005)
- Mississippi RiverKings (2011–2018)
- Mississippi Surge (2009–2014, wurden die Roanoke Rail Yard Dawgs)
- Pee Dee Cyclones (2005–2007, wurden die Twin City Cyclones)
- Richmond Renegades (2006–2009)
- Twin City Cyclones (2007–2009)
- Vermilion County Bobcats (2021–2023)
- Winston-Salem Polar Twins (2004–2005)

## Trophäen

### Meister
Folgende Teams gewannen den President’s Cup als Sieger der SPHL Play-offs:
- 2004/05: Columbus Cottonmouths
- 2005/06: Knoxville Ice Bears
- 2006/07: Fayetteville FireAntz
- 2007/08: Knoxville Ice Bears
- 2008/09: Knoxville Ice Bears
- 2009/10: Huntsville Havoc
- 2010/11: Mississippi Surge
- 2011/12: Columbus Cottonmouths
- 2012/13: Pensacola Ice Flyers
- 2013/14: Pensacola Ice Flyers

Folgende Teams gewannen die William B. Coffey Trophy  als bestes Team der Regular Season:
- 2004/05: Knoxville Ice Bears
- 2005/06: Knoxville Ice Bears
- 2006/07: Columbus Cottonmouths
- 2007/08: Knoxville Ice Bears
- 2008/09: Knoxville Ice Bears
- 2009/10: Mississippi Surge
- 2010/11: Mississippi Surge
- 2011/12: Augusta RiverHawks
- 2012/13: Fayetteville FireAntz

### Reguläre Saison

#### Most Valuable Player
- 2004/05: Kevin Swider, Knoxville Ice Bears
- 2005/06: Matt Carmichael, Huntsville Havoc
- 2006/07: Rob Sich, Fayetteville FireAntz
- 2007/08: Kevin Swider, Knoxville Ice Bears
- 2008/09: Travis Kauffeldt, Huntsville Havoc
- 2009/10: Rob Sich, Fayetteville FireAntz
- 2010/11: Matt Auffrey, Augusta RiverHawks
- 2011/12: Kevin Swider, Knoxville Ice Bears
- 2012/13: Josh McQuade, Fayetteville FireAntz

#### Scoring Leader
- 2004/05: Kevin Swider, Knoxville Ice Bears
- 2005/06: Kevin Swider, Knoxville Ice Bears
- 2006/07: Kevin Swider, Knoxville Ice Bears
- 2007/08: Kevin Swider, Knoxville Ice Bears
- 2008/09: Kevin Swider, Knoxville Ice Bears
- 2009/10: Kevin Swider, Knoxville Ice Bears
- 2010/11: Chris Leveille, Fayetteville FireAntz
- 2011/12: Kevin Swider, Knoxville Ice Bears
- 2012/13: Josh McQuade, Fayetteville FireAntz

#### Goaltender of the Year
- 2004/05: Chad Collins, Fayetteville FireAntz
- 2005/06: Terry Denike, Florida Seals
- 2006/07: Chad Rycroft, Columbus Cottonmouths
- 2007/08: Tim Haun, Jacksonville Barracudas
- 2008/09: Andrew Gallant, Knoxville Ice Bears
- 2009/10: Bill Zaniboni, Mississippi Surge
- 2010/11: Mark Sibbald, Huntsville Havoc
- 2011/12: Ian Vigier, Columbus Cottonmouths
- 2012/13: Riley Gill, Louisiana IceGators

#### Defenseman of the Year
- 2004/05: Curtis Menzul, Knoxville Ice Bears
- 2005/06: Mike Clarke, Fayetteville FireAntz
- 2006/07: Brian Goudie, Richmond Renegades
- 2007/08: Dan Vandermeer, Richmond Renegades
- 2008/09: Kevin Harris, Knoxville Ice Bears
- 2009/10: Steve Weidlich, Mississippi Surge
- 2010/11: Mark Van Vliet, Knoxville Ice Bears
- 2011/12: Mark Van Vliet, Knoxville Ice Bears
- 2012/13: Andrew Smale, Fayetteville FireAntz

#### Rookie of the Year
- 2004/05: Chad Collins, Fayetteville FireAntz
- 2005/06: Rob Sich, Florida Seals
- 2006/07: Tim Velemirovich, Fayetteville FireAntz
- 2007/08: Taylor Hustead, Twin City Cyclones
- 2008/09: Michael Richard, Twin City Cyclones
- 2009/10: Jesse Biduke, Fayetteville FireAntz
- 2010/11: Chris Wilson, Pensacola Ice Flyers
- 2011/12: Kiefer Smiley, Mississippi Surge; Jordan Chong, Pensacola Ice Flyers
- 2012/13: Matt Gingera, Columbus Cottonmouths

#### Coach of the Year
- 2004/05: Derek Booth, Fayetteville FireAntz
- 2005/06: Jerome Bechard, Columbus Cottonmouths
- 2006/07: John Marks, Fayetteville FireAntz
- 2007/08: Rick Allain, Jacksonville Barracudas
- 2008/09: Scott Hillman, Knoxville Ice Bears
- 2009/10: Steffon Walby, Mississippi Surge
- 2010/11: Brad Ralph, Augusta RiverHawks
- 2011/12: Jeff Bes, Mississippi Surge
- 2012/13: Mark DeSantis, Fayetteville FireAntz

## Bekannte Spieler und Trainer
| - John Brophy - Jeff Brubaker - Mike Craigen - Ron Duguay - Jason Hamilton - John Marks - Lorne Misita | - Daryl Moor - Allan Sirois - Craig Stahl - Kevin Swider - Dan Vandermeer - Jeff White |